# Селниця-об-Драві (община)
Община Селниця-об-Драві (словен. Občina Selnica ob Dravi) — одна з общин Словенії. Адміністративним центром є місто Селниця-об-Драві.

## Населення
У 2011 році в общині проживало 4537 осіб, 2267 чоловіків і 2270 жінок. Чисельність економічно активного населення (за місцем проживання), 1741 осіб. Середня щомісячна чиста заробітна плата одного працівника (EUR), 915,26 (в середньому по Словенії 987.39). Приблизно кожен другий житель у громаді має автомобіль (53 автомобілі на 100 жителів). Середній вік жителів склав 42,2 роки (в середньому по Словенії 41.8). 